# Xiphodontus endroedyi
Xiphodontus endroedyi es una especie de coleóptero de la familia Lucanidae.

## Distribución geográfica
Habita en Sudáfrica.